# NGC 6061
NGC 6061 é uma galáxia elíptica (E-S0) localizada na direcção da constelação de Hercules. Possui uma declinação de +18° 15' 00" e uma ascensão recta de 16 horas, 06 minutos e 16,1 segundos.
A galáxia NGC 6061 foi descoberta em 8 de Junho de 1886 por Lewis A. Swift.